# Croomia

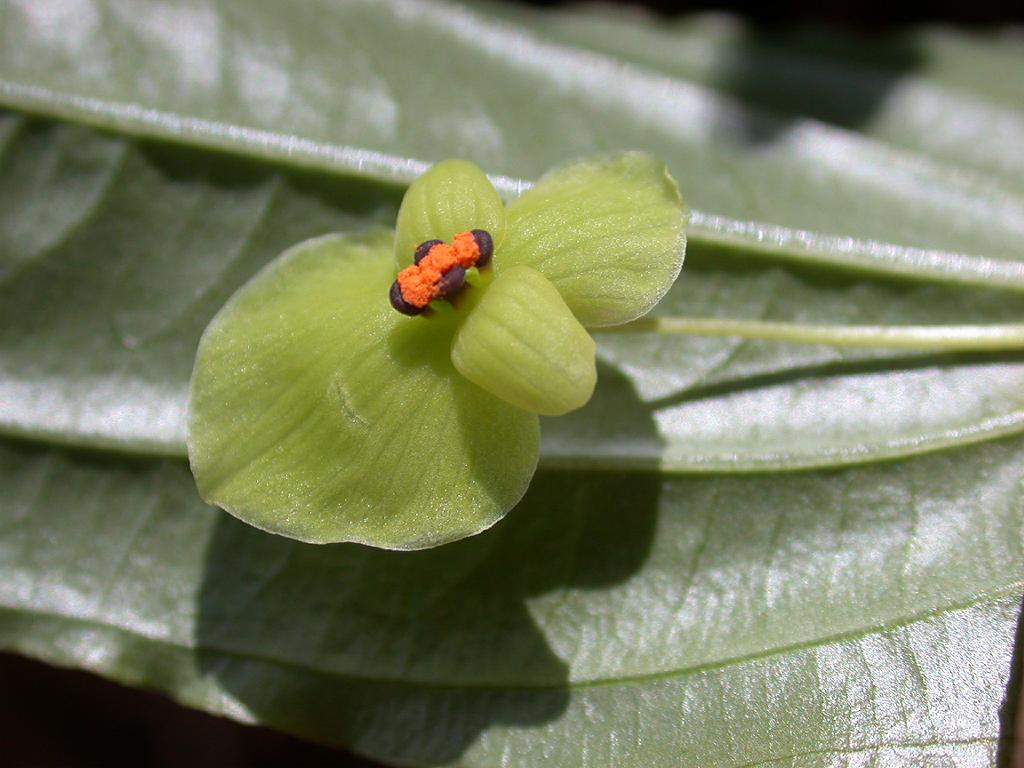
Kwiat Croomia heterosepala

Croomia Torr. – rodzaj wieloletnich roślin z rodziny Stemonaceae, obejmujący 3 gatunki, w tym 1 występujący w południowo-wschodnich Stanach Zjednoczonych i 2 występujące w Chinach i Japonii. Nazwa naukowa rodzaju została nadana na cześć Hardy'ego B. Crooma, amerykańskiego przyrodnika.

## Morfologia
ŁodygaPłożące kłącze, ukorzeniające się w węzłach. Korzenie słabo mięsiste. Pędy naziemne zwykle wzniesione, nierozgałęzione.
LiścieUlistnienie naprzemianległe. Liście proksymalne zredukowane, łuskowate; dystalne błoniaste. Blaszki liściowe sercowate do szeroko eliptycznych. Unerwienie liści dolnych równoległe, górnych dłoniaste.
KwiatyKwiaty pojedyncze lub zebrane w 2-4-kwiatowe wierzchotki, wyrastające z pachwiny liścia na smukłym pędzie kwiatostanowym. Podkwiatki małe, łuskowate. Okwiat pojedynczy, o listkach wolnych u nasady, zachodzących na siebie. Pręciki osadzone u nasady listków okwiatu, o grubych nitkach i łukowatych główkach. Zalążnia górna, jajowata, spłaszczona. Znamię słupka główkowate.
OwoceJajowata, welwetowa torebka. Nasiona niemal kuliste, podłużnie żeberkowane, z elajosomem w postaci pęcherzykowatych włosków.

## Systematyka
Pozycja systematyczna według Angiosperm Phylogeny Website (aktualizowany system APG IV z 2016)Należy do rodziny Stemonaceae, w rzędzie pandanowców (Pandanales)  zaliczanych do jednoliściennych (monocots).
Gatunki
- Croomia heterosepala (Baker) Okuyama
- Croomia japonica Miq.
- Croomia pauciflora (Nutt.) Torr.

## Zagrożenie i ochrona
Występująca w Stanach Zjednoczonych Croomia pauciflora została uznana za gatunek zagrożony wyginięciem. W Luizjanie uznano go za prawdopodobnie wymarły, w Georgii za krytycznie zagrożony, a na Florydzie i w Alabamie za zagrożony. 
Zagrożeniem dla tych roślin jest ich bezpośrednie niszczenie przez dziki, które żerują na ich kłączach, oraz jelenie, które żerują na liściach, a także destrukcja siedlisk. Ze względu na płytko położone kłącza i powolny wzrost Croomia pauciflora jest podatna na wszelkie zakłócenia, w tym zmiany warunków hydrologicznych i klimatycznych, erozję gleby, a także pożary.